# Takashi Yabe
Takashi Yabe (jap. 矢部　孝, Yabe Takashi; * 1950) ist ein japanischer Erfinder und Ingenieur.

## Leben
Yabe studierte an der Technischen Hochschule Tokio in der Fakultät für Ingenieurwissenschaften, die er 1973 abschloss. Nachdem er dort seinen Doktorgrad erhalten hatte, ging er 1981 an die Universität Osaka, wo er Dozent am Laserfusionsforschungszentrum (レーザー核融合研究センター, Rēzā kakuyūgō kenkyū sentā) war. Dort wurde 1985 er Assistenzprofessor. 1995 ging er an seine Alma Mater zurück, wo er eine ordentliche Professur erhielt. Sein Forschungsschwerpunkt liegt auf der experimentellen Untersuchung der Interaktion zwischen Lasern und Materie.
Er entwickelte den MAGIC Motor, wodurch Energiegewinnung zukünftig aufgrund der in den Weltozeanen gespeicherten Magnesiumbestandteile erfolgen soll.

## Werke (Auswahl)
- The Magnesium Civilization: An Alternative New Source of Energy to Oil, Pan Stanford Publishing, Dezember 2010, (ISBN 978-981-4303-65-1) (gemeinsam mit Tatsuya Yamaji)

## Preise und Auszeichnungen (Auswahl)
- 2009: Heroes of the Environment vom Time Magazin